# Cultura di Houli
La cultura di Houli (cinese: 后李文化; pinyin: Hòulǐ wénhuà, 6500 a.C.-5500 a.C. fu una cultura neolitica diffusasi nella provincia dello Shandong, in Cina.
La cultura di Houli fu seguita dalla cultura di Beixin.

## Insediamento
L'insediamento tipo della cultura Houli fu scoperto nel distretto di Linzi e sottoposto a scavi fra il 1989 e il 1990.

Oltre a Linzi, resti di insediamenti Houli sono stati rinvenuti nel basso Fiume Giallo a Xihe Zhangqiou (Sancun Longshan) e Xiaojingshan. Tali insediamenti presentano abitazioni squadrate, parzialmente interrate, in aree rettangolari di 30-40 metri quadrati. In questi insediamenti oltre alle abitazioni, sono stati rinvenuti luoghi di sepoltura, pozzi, attrezzi e vasellame, soprattutto terracotta grezza, terracotta rossa hóngtáo (红陶) e alcuni pezzi di terracotta nera lucida hēitáo (黑陶).

## Stile di vita
Prove di una forma primitiva di coltivazione del riso nel bacino del Fiume Giallo sono state rinvenute nei grani fossili di Jinan, nello Shandong, e  attraverso il metodo del radiocarbonio e la spettrometria di massa sono stati datati intorno al 7050±80 a.C. Resti di miglio sono stati rinvenuti anche nel sito di Yuezhuang. L'agricoltura e l'allevamento di animali erano già praticati (ritrovamenti archeologici testimoniano primitive forme di allevamento di cani e maiali), anche se la caccia, la pesca e la raccolta continuavano ad essere le attività principali delle popolazioni della cultura di Houli.